# Список боевых кораблей ВМС США, потерянных во Второй мировой войне (1—229)
В списке перечислены 229 основных боевых корабля Военно-морских сил Соединённых Штатов Америки, потерянных в ходе военных действий в период с 31 октября 1941 по 22 сентября 1945 года. Соединённые Штаты официально вступили во Вторую мировую войну 7 декабря 1941 года, объявив войну Японской империи, а четыре дня спустя войну Соединённым Штатам объявили Третий рейх и Королевство Италия. США закончили войну 2 сентября 1945 года. Однако, ВМС США несли потери как до официального вступления в войну, так и после подписания акта о капитуляции Японии. Так, первый американский военный корабль был потерян ещё за месяц до нападения на Пёрл-Харбор, а последний спустя почти месяц после окончания войны. В данном списке представлены военные корабли ВМФ США:
- непосредственно погибшие в ходе сражений, боевых патрулей;
- уничтоженные собственными экипажами во избежание захвата неприятелем;
- тяжело повреждённые в боях и объявленные не подлежащими восстановлению, вследствие чего затопленные или пущенные на металлолом, в том числе и после окончания войны;
- потерянные из-за несчастных случаев или стихийных бедствий (допущенные экипажами ошибки; тайфуны).

По техническим причинам, ввиду большого объёма, полный список всех потерянных кораблей разбит на три части. Названия кораблей каждого класса даны в алфавитном порядке.
| № списка | Классы кораблей |
| -------- | --- |
| 1        | Линкоры, авианосцы, эскортные авианосцы, плавучие базы гидросамолётов, тяжёлые крейсера, лёгкие крейсера, эсминцы, эскортные миноносцы, подводные лодки, минные заградители, тральщики, канонерские лодки. |
| 2        | Охотники за подводными лодками, торпедные катера, танкодесантные корабли, танкодесантные катера, средние десантные корабли, большие десантные катера, большие десантные катера поддержки, войсковые транспорты, военные грузовые суда, флотские танкеры, большие океанские буксиры и большие вспомогательные суда. |
| 3        | Патрульные катера, плавучие сухие доки, плавучие краны, лихтеры, баржи, понтоны, паромы, железнодорожные паромы, малые портовые буксиры и малые вспомогательные суда. |

Флот Соединённых Штатов Америки во Второй мировой войне потерял 2 линкора, 5 авианосцев, 6 эскортных авианосцев, 3 плавучие базы гидросамолётов, 7 тяжёлых крейсеров, 3 лёгких крейсера, 81 эсминец, 13 эскортных миноносцев, 51 подводную лодку, 3 минных заградителя, 43 тральщика, 12 канонерских лодок.

## Линкоры
| Изображение | Название                                | Дата потопления | Местоположение останков                                                       | История потопления |
| ----------- | --------------------------------------- | --------------- | ----------------------------------------------------------------------------- | --- |
|             | «Аризона» (англ. USS Arizona (BB-39))   | 7 декабря 1941  | 21°21′53″ с. ш. 157°57′00″ з. д.                                              | Потоплен авиабомбами во время атаки на Пёрл-Харбор. В настоящее время на месте гибели корабля устроен мемориал. |
|             | «Оклахома» (англ. USS Oklahoma (BB-37)) | 7 декабря 1941  | Точное местоположение неизвестно. Примерно в 869 км к востоку от Пёрл-Харбора | Потоплен авиационными торпедами во время атаки на Пёрл-Харбор. Поднят в 1943 году. 17 мая 1947 года в ходе буксировки на континентальное побережье США для разделки, линкор «Оклахома» затонул во время шторма в 540 милях от Пёрл-Харбора. |

## Авианосцы
| Изображение | Название                                  | Дата потопления  | Местоположение останков          | История потопления |
| ----------- | ----------------------------------------- | ---------------- | -------------------------------- | --- |
|             | «Йорктаун» (англ. USS Yorktown (CV-5))    | 7 июня 1942      | 30°36′00″ с. ш. 176°34′00″ з. д. | Тяжело повреждён японской палубной авиацией во время битвы за Мидуэй. На следующий день был торпедирован японской подводной лодкой «I-168» и вскоре затонул севернее Мидуэя.                                                                                             |
|             | «Лексингтон» (англ. USS Lexington (CV-2)) | 8 мая 1942       | 15°12′00″ ю. ш. 155°27′00″ в. д. | Потоплен авиабомбами и торпедами во время битвы в Коралловом море южнее острова Ванатинаи. |
|             | «Принстон» (англ. USS Princeton (CVL-23)) | 24 октября 1944  | 15°21′00″ с. ш. 123°31′00″ в. д. | Потоплен авиабомбами во время сражения в заливе Лейте восточнее Лусона. |
|             | «Уосп» (англ. USS Wasp (CV-7))            | 15 сентября 1942 | 12°24′00″ ю. ш. 164°08′00″ в. д. | Торпедирован японской подводной лодкой «I-19». Позже потоплен торпедами эсминца «Лэнсдаун» юго-восточнее острова Сан-Кристобаль. |
|             | «Хорнет» (англ. USS Hornet (CV-8))        | 26 октября 1942  | 8°38′00″ ю. ш. 166°43′00″ в. д.  | Тяжело поврежден авиабомбами и торпедами во время боя у островов Санта-Крус. Позже попытку добить корабль предприняли американские эскадренные миноносцы «Мастин» и «Андерсон». Окончательно затоплен японскими эсминцами «Акигумо» и «Макигумо» севернее острова Лакао. |

## Эскортные авианосцы
| Изображение | Название                                        | Дата потопления | Местоположение останков          | История потопления                                                                 |
| ----------- | ----------------------------------------------- | --------------- | -------------------------------- | ---------------------------------------------------------------------------------- |
|             | «Бисмарк Си» (англ. USS Bismarck Sea (CVE-95))  | 21 февраля 1945 | 24°02′21″ с. ш. 141°18′49″ в. д. | Потоплен камикадзе во время битвы за Иводзиму юго-западнее острова.                |
|             | «Блок Айленд» (англ. USS Block Island (CVE-21)) | 29 мая 1944     | 31°13′00″ с. ш. 23°03′00″ з. д.  | Потоплен немецкой подводной лодкой «U-549» юго-западнее острова Мадейра.           |
|             | «Гэмбиер Бэй» (англ. USS Gambier Bay (CVE-73))  | 25 октября 1944 | 11°46′00″ с. ш. 126°09′00″ в. д. | Потоплен артиллерийским огнём японских кораблей во время сражения у острова Самар. |
|             | «Лиском Бэй» (англ. USS Liscome Bay (CVE-56))   | 24 ноября 1943  | 2°54′00″ с. ш. 172°30′00″ в. д.  | Потоплен японской подводной лодкой «I-175» вблизи атолла Бутаритари.               |
|             | «Оммани Бэй» (англ. USS Ommaney Bay (CVE-79))   | 4 января 1945   | 11°25′00″ с. ш. 121°19′00″ в. д. | Потоплен самолетом-камикадзе в море Сулу.                                          |
|             | «Сент-Ло» (англ. USS St. Lo (CVE-63))           | 25 октября 1944 | 11°13′00″ с. ш. 126°05′00″ в. д. | Потоплен самолетом-камикадзе в Восточно-Китайском море.                            |

## Базы гидросамолётов
| Изображение | Название                                       | Дата потопления | Местоположение останков         | История потопления |
| ----------- | ---------------------------------------------- | --------------- | ------------------------------- | --- |
|             | «Гэннет» (англ. USS Gannet (AM-41))            | 7 июня 1942     | 35°50′00″ с. ш. 65°38′00″ з. д. | Потоплен немецкой подводной лодкой «U-563» севернее Бермудских островов. |
|             | «Лэнгли» (англ. USS Langley (CV-1))            | 27 февраля 1942 | 8°51′00″ ю. ш. 109°02′00″ в. д. | Тяжело поврежден японскими бомбардировщиками во время переброски самолетов на Яву. Потоплен артиллерийским огнём и торпедами с кораблей эскорта. |
|             | «Торнтон» (англ. USS Thornton (DD-270/AVD-11)) | 2 мая 1945      | —                               | Переоборудованный устаревший эсминец типа «Клемсон». Получил серьёзные повреждения после столкновения с танкерами «Аштабула» и «Эсколанте». Отбуксирован и посажен на мель вблизи острова Керама. В 1957 году передан японцам и разделан на металл. |

## Тяжёлые крейсера
| Изображение | Название                                        | Дата потопления | Местоположение останков          | История потопления                                                                             |
| ----------- | ----------------------------------------------- | --------------- | -------------------------------- | ---------------------------------------------------------------------------------------------- |
|             | «Астория» (англ. USS Astoria (CA-34))           | 9 августа 1942  | 9°12′00″ ю. ш. 159°52′00″ в. д.  | Потоплен артиллерийским огнём с японских кораблей во время боя у острова Саво.                 |
|             | «Винсенс» (англ. USS Vincennes (CA-44))         | 9 августа 1942  | 9°07′00″ ю. ш. 159°52′00″ в. д.  | Потоплен артиллерийским огнём с японских кораблей во время боя у острова Саво.                 |
|             | «Индианаполис» (англ. USS Indianapolis (CA-35)) | 30 июля 1945    | 12°02′00″ с. ш. 134°48′00″ в. д. | Потоплен подводной лодкой «I-58».                                                              |
|             | «Куинси» (англ. USS Quincy (CA-39))             | 9 августа 1942  | 9°04′00″ ю. ш. 159°58′00″ в. д.  | Потоплен артиллерийским огнём и торпедами с японских кораблей во время боя у острова Саво.     |
|             | «Нортхэмптон» (англ. USS Northampton (CA-26))   | 30 ноября 1942  | 9°12′00″ ю. ш. 159°50′00″ в. д.  | Потоплен торпедами с японского эсминца во время боя у Тассафаронга.                            |
|             | «Хьюстон» (англ. USS Houston (CA-30))           | 1 марта 1942    | 5°50′00″ ю. ш. 105°55′00″ в. д.  | Потоплен артиллерийским огнём и торпедами с японских кораблей во время боя в Зондском проливе. |
|             | «Чикаго» (англ. USS Chicago (CA-29))            | 30 января 1943  | 11°25′00″ ю. ш. 160°56′00″ в. д. | Потоплен торпедами и авиабомбами с японских самолетов во время боя у острова Реннелл.          |

## Лёгкие крейсера
| Изображение | Название                              | Дата потопления | Местоположение останков          | История потопления                                                                           |
| ----------- | ------------------------------------- | --------------- | -------------------------------- | -------------------------------------------------------------------------------------------- |
|             | «Атланта» (англ. USS Atlanta (CL-51)) | 13 ноября 1942  | 9°12′00″ ю. ш. 159°52′00″ в. д.  | Потоплен артиллерийским огнём с японских кораблей во время морского сражения за Гуадалканал. |
|             | «Джуно» (англ. USS Juneau (CL-52))    | 13 ноября 1942  | 10°34′00″ ю. ш. 161°04′00″ в. д. | Потоплен торпедами японской субмарины «I-26» во время морского сражения за Гуадалканал.      |
|             | «Хелена» (англ. USS Helena (CL-50))   | 6 июля 1943     | 7°46′00″ ю. ш. 157°11′00″ в. д.  | Потоплен торпедами и корабельной артиллерией во время битвы в заливе Кула.                   |

## Эсминцы
| Изображение | Название                                                  | Дата потопления             | Местоположение останков                                                     | История потопления |
| ----------- | --------------------------------------------------------- | --------------------------- | --------------------------------------------------------------------------- | --- |
|             | «Аарон Уорд» (англ. USS Aaron Ward (DD-483))              | 7 апреля 1943               | 9°10′00″ ю. ш. 160°12′00″ в. д.                                             | Потоплен авиабомбами с японских самолетов у острова Нггела. |
|             | «Абнер Рид» (англ. USS Abner Read (DD-526))               | 1 ноября 1944               | 10°47′00″ с. ш. 125°22′00″ в. д.                                            | Потоплен самолетом-камикадзе в заливе Лейте. |
|             | «Бак» (англ. USS Buck (DD-420))                           | 9 октября 1943              | 40°00′00″ с. ш. 14°30′00″ в. д.                                             | Потоплен немецкой подводной лодкой «U-616» в Салернском заливе. |
|             | «Бартон» (англ. USS Barton (DD-599))                      | 13 ноября 1942              | 9°18′00″ ю. ш. 159°56′00″ в. д.                                             | Потоплен торпедами с японских кораблей во время морского сражения за Гуадалканал. |
|             | «Бенхэм» (англ. USS Benham (DD-397))                      | 15 ноября 1942              | Точное местоположение неизвестно. Останки покоятся у побережья острова Саво | Торпедирован японскими эсминцами в морском сражении за Гуадалканал. Добит эсминцем «Гвин». |
|             | «Битти» (англ. USS Beatty (DD-640))                       | 6 ноября 1943               | 37°10′00″ с. ш. 6°00′00″ в. д.                                              | Потоплен авиационными торпедами с немецких самолетов у побережья Скикды. |
|             | «Блю» (англ. USS Blue (DD-387))                           | 22 августа 1942             | 9°17′00″ ю. ш. 160°02′00″ в. д.                                             | Тяжело повреждён торпедами японского эсминца «Кавакадзэ». Затоплен в проливе Слот. |
|             | «Бори» (англ. USS Borie (DD-215))                         | 2 ноября 1943               | 50°12′00″ с. ш. 30°48′00″ з. д.                                             | Затонул после тарана немецкой подводной лодки «U-405» в центральной части Атлантического океана. |
|             | «Бристоль» (англ. USS Bristol (DD-453))                   | 13 октября 1943             | 37°19′00″ с. ш. 6°19′00″ в. д.                                              | Потоплен немецкой подводной лодкой «U-371» у побережья Скикды. |
|             | «Бронсон» (англ. USS Brownson (DD-518))                   | 26 декабря 1943             | 5°20′00″ ю. ш. 148°25′00″ в. д.                                             | Потоплен авиабомбами с двух японских бомбардировщиков вблизи западной оконечности острова Новая Британия. |
|             | «Буш» (англ. USS Bush (DD-529))                           | 6 апреля 1945               | 27°16′00″ с. ш. 127°48′00″ в. д.                                            | Потоплен самолетом-камикадзе северо-западнее Окинавы. |
|             | «Гвин» (англ. USS Gwin (DD-433))                          | 13 июля 1943                | 7°41′00″ ю. ш. 157°27′00″ в. д.                                             | Тяжело поврежден торпедой и артиллерийским огнём японских эсминцев в бою близ острова Koломбангар. Добит эсминцем «Ральф Тэлбот».                                                                                         |
|             | «Гленнон» (англ. USS Glennon (DD-620))                    | 8 июня 1944                 | 49°32′00″ с. ш. 1°12′00″ з. д.                                              | Потоплен артиллерийским огнём немецких береговых батарей во время операции «Оверлорд». |
|             | «Де Хэвен» (англ. USS De Haven (DD-469))                  | 1 февраля 1943              | 9°09′00″ ю. ш. 159°52′00″ в. д.                                             | Потоплен авиабомбами во время операции Кэ восточнее острова Саво. |
|             | «Джарвис» (англ. USS Jarvis (DD-393))                     | 9 августа 1942              | 9°42′00″ ю. ш. 158°59′00″ в. д.                                             | Потоплен авиационными торпедами с японских самолетов восточнее Гуадалканала. |
|             | «Джейкоб Джоунс» (англ. USS Jacob Jones (DD-130))         | 28 февраля 1942             | 38°42′00″ с. ш. 74°39′00″ з. д.                                             | Потоплен немецкой подводной лодкой «U-578» вблизи Уайлдвуда. |
|             | «Джонстон» (англ. USS Johnston (DD-557))                  | 25 октября 1944             | 11°46′00″ с. ш. 126°09′00″ в. д.                                            | Потоплен артиллерийским огнём японских кораблей во время сражения у острова Самар. |
|             | «Дрекслер» (англ. USS Drexler (DD-741))                   | 28 мая 1945                 | 27°06′00″ с. ш. 127°38′00″ в. д.                                            | Потоплен самолетом-камикадзе в Восточно-Китайском море. |
|             | «Дункан» (англ. USS Duncan (DD-485))                      | 12 октября 1942             | 9°00′00″ ю. ш. 159°48′00″ в. д.                                             | Потоплен артиллерийским огнём японских кораблей во время боя у мыса Эсперанс. |
|             | «Ингрэм» (англ. USS Ingraham (DD-444))                    | 22 августа 1942             | 42°34′00″ с. ш. 60°05′00″ з. д.                                             | Затонул после столкновения с танкером юго-восточнее Галифакса. |
|             | «Каллаган» (англ. USS Callaghan (DD-792))                 | 28 июня 1945                | 25°43′00″ с. ш. 126°55′00″ в. д.                                            | Потоплен самолетом-камикадзе в Восточно-Китайском море, южнее Окинавы. |
|             | «Кашинг» (англ. USS Cushing (DD-376))                     | 13 ноября 1942              | 9°11′00″ ю. ш. 159°49′00″ в. д.                                             | Тяжело поврежден артиллерийским огнём с японских кораблей во время морского сражения за Гуадалканал. |
|             | «Колхаун» (англ. USS Colhoun (DD-801))                    | 6 апреля 1945               | 21°16′00″ с. ш. 127°48′00″ в. д.                                            | Потоплен самолетом-камикадзе в Восточно-Китайском море. |
|             | «Корри» (англ. USS Corry (DD-463))                        | 6 июня 1944                 | 49°31′00″ с. ш. 1°11′00″ з. д.                                              | Потоплен артиллерийским огнём немецких береговых батарей во время операции «Оверлорд». |
|             | «Купер» (англ. USS Cooper (DD-695))                       | 3 декабря 1944              | 10°54′00″ с. ш. 124°36′00″ в. д.                                            | Потоплен торпедами с японского эсминца во время битвы в Ормокском заливе. |
|             | «Лири» (англ. USS Leary (DD-158))                         | 24 декабря 1943             | 45°00′00″ с. ш. 22°00′00″ з. д.                                             | Потоплен немецкой подводной лодкой «U-275» в центральной части Атлантического океана. |
|             | «Литл» (англ. USS Little (DD-803))                        | 3 мая 1945                  | 26°24′00″ с. ш. 126°15′00″ в. д.                                            | Потоплен самолетом-камикадзе в Восточно-Китайском море, западнее Окинавы. |
|             | «Лойце» (англ. USS Leutze (DD-481))                       | 6 апреля 1945               | —                                                                           | Тяжело повреждён самолетом-камикадзе у Окинавы. Не восстанавливался, исключён из состава флота в декабре 1945, продан на слом в феврале 1947 года.                                                                        |
|             | «Лонгшоу» (англ. USS Longshaw (DD-559))                   | 18 мая 1945                 | 26°11′00″ с. ш. 127°37′00″ в. д.                                            | Уничтожен огнём японских береговых батарей, после того как сел на мель у Окинавы, вследствие навигационной ошибки. |
|             | «Лэндсдэйл» (англ. USS Lansdale (DD-426))                 | 20 апреля 1944              | 37°03′00″ с. ш. 3°51′00″ в. д.                                              | Потоплен германскими торпедоносцами «Ju 88» вблизи Бумердеса. |
|             | «Лэффи» (англ. USS Laffey (DD-459))                       | 13 ноября 1942              | 9°14′00″ ю. ш. 159°56′00″ в. д.                                             | Потоплен артогнём и торпедами с японских кораблей во время морского сражения за Гуадалканал. |
|             | «Люс» (англ. USS Luce (DD-522))                           | 4 мая 1945                  | 26°35′00″ с. ш. 127°10′00″ в. д.                                            | Потоплен самолетом-камикадзе западнее острова Агунидзима. |
|             | «Маннерт Л. Абель» (англ. USS Mannert L. Abele (DD-733))  | 12 апреля 1945              | 27°15′00″ с. ш. 126°30′00″ в. д.                                            | Уничтожен японским самолётом-снарядом «Ohka» в Восточно-Китайском море, северо-западнее Окинавы. |
|             | «Мередит» (англ. USS Meredith (DD-434))                   | 15 октября 1942             | 11°53′00″ ю. ш. 163°20′00″ в. д.                                            | Потоплен авиабомбами с японских самолетов юго-восточнее острова Сан-Кристобаль. |
|             | «Мередит» (англ. USS Meredith (DD-726))                   | 8 июня 1944                 | 49°33′00″ с. ш. 1°06′00″ з. д.                                              | Подорвался на немецких минах и затонул во время операции «Оверлорд». |
|             | «Монаган» (англ. USS Monaghan (DD-354))                   | 18 декабря 1944             | 14°57′00″ с. ш. 127°58′00″ в. д.                                            | Затонул во время тайфуна в Филиппинском море. |
|             | «Монссен» (англ. USS Monssen (DD-436))                    | 13 ноября 1942              | 9°04′00″ ю. ш. 159°54′00″ в. д.                                             | Потоплен артогнём японских кораблей во время морского сражения за Гуадалканал. |
|             | «Моррис» (англ. USS Morris (DD-417))                      | 6 апреля 1945               | —                                                                           | Тяжело повреждён самолетом-камикадзе у Окинавы. Не восстанавливался, исключён из состава флота в ноябре 1945, продан на слом в августе 1947 года.                                                                         |
|             | «Моррисон» (англ. USS Morrison (DD-560))                  | 4 мая 1945                  | 27°10′00″ с. ш. 127°58′00″ в. д.                                            | Потоплен самолетом-камикадзе в Восточно-Китайском море, севернее Окинавы. |
|             | «Мэддокс» (англ. USS Maddox (DD-622))                     | 10 июля 1943                | 36°52′00″ с. ш. 13°56′00″ в. д.                                             | Потоплен авиабомбами с немецкого бомбардировщика южнее Джелы. |
|             | «Мэхэн» (англ. USS Mahan (DD-364))                        | 7 декабря 1944              | 10°50′00″ с. ш. 124°30′00″ в. д.                                            | Потоплен самолетом-камикадзе в заливе Лейте. |
|             | «Ньюкомб» (англ. USS Newcomb (DD-586))                    | 6 апреля 1945               | —                                                                           | Тяжело повреждён самолетом-камикадзе у Окинавы. Не восстанавливался, исключён из состава флота в ноябре 1945, продан на слом в октябре 1947 года.                                                                         |
|             | «О’Брайен» (англ. USS O'Brien (DD-415))                   | 19 октября 1942             | 13°30′00″ ю. ш. 171°18′00″ з. д.                                            | Тяжело повреждён японской подводной лодкой «I-19» 15 октября. Затонул севернее острова Уполу при переходе в Пёрл-Харбор для ремонта.                                                                                      |
|             | «Перкинс» (англ. USS Perkins (DD-377))                    | 29 ноября 1943              | 9°39′00″ ю. ш. 150°04′00″ в. д.                                             | Затонул в Соломоновом море, вблизи острова Новая Гвинея в результате столкновения с австралийским военным транспортом «Дантрун».                                                                                          |
|             | «Пильсбери» (англ. USS Pillsbury (DD-227))                | 2 марта 1942                | 14°30′00″ ю. ш. 106°30′00″ в. д.                                            | Потоплен артогнём японских крейсеров южнее острова Рождества. |
|             | «Пири» (англ. USS Peary (DD-226))                         | 19 февраля 1942             | 12°28′00″ ю. ш. 130°49′00″ в. д.                                            | Потоплен авиабомбами в ходе бомбардировки Дарвина. |
|             | «Портер» (англ. USS Porter (DD-356))                      | 26 октября 1942             | 8°32′00″ ю. ш. 167°17′00″ в. д.                                             | Точные причины гибели не установлены: либо торпедирование японской подводной лодкой «I-21», либо попадание авиаторпеды с американского бомбардировщика «Эвенджер». Добит эсминцем «Шоу» в ходе боя у островов Санта-Крус. |
|             | «Поуп» (англ. USS Pope (DD-225))                          | 1 марта 1942                | 4°00′00″ ю. ш. 111°30′00″ в. д.                                             | Потоплен авиабомбами во время второй битвы в Яванском море северо-восточнее острова Бавеан. |
|             | «Престон» (англ. USS Preston (DD-379))                    | 15 ноября 1942              | 9°14′00″ ю. ш. 159°48′00″ в. д.                                             | Потоплен артогнём японских кораблей во время морского сражения за Гуадалканал. |
|             | «Прингл» (англ. USS Pringle (DD-477))                     | 16 апреля 1945              | 27°25′00″ с. ш. 126°59′00″ в. д.                                            | Потоплен самолетом-камикадзе в Восточно-Китайском море, северо-западнее Окинавы. |
|             | «Пэррот» (англ. USS Parrott (DD-218))                     | 2 мая 1944                  | —                                                                           | Получил тяжелые повреждения после столкновения с пароходом «Джон Мортон» в порту Норфолка. Не восстанавливался и вскоре после войны был продан на слом.                                                                   |
|             | «Рейд» (англ. USS Reid (DD-369))                          | 11 декабря 1944             | 9°50′00″ с. ш. 124°55′00″ в. д.                                             | Потоплен самолетом-камикадзе в заливе Лейте. |
|             | «Роуэн» (англ. USS Rowan (DD-405))                        | 11 сентября 1943            | 40°07′00″ с. ш. 14°18′00″ в. д.                                             | Потоплен немецким торпедным катером в Салернском заливе. |
|             | «Рубен Джеймс» (англ. USS Reuben James (DD-245))          | 31 октября 1941             | 51°59′00″ с. ш. 27°05′00″ з. д.                                             | Потоплен немецкой подводной лодкой «U-552» в центральной части Атлантического океана ещё до объявления войны. Первый потопленный американский корабль во Второй мировой войне.                                            |
|             | «Симс» (англ. USS Sims (DD-409))                          | 7 мая 1942                  | 15°10′00″ ю. ш. 158°05′00″ в. д.                                            | Потоплен авиабомбами во время сражения в Коралловом море. |
|             | «Спенс» (англ. USS Spence (DD-512))                       | 18 декабря 1944             | 14°57′00″ с. ш. 127°58′00″ в. д.                                            | Затонул во время тайфуна в Филиппинском море. |
|             | «Стёртевант» (англ. USS Sturtevant (DD-240))              | 26 апреля 1942              | 24°45′00″ с. ш. 82°01′00″ з. д.                                             | Погиб от внутреннего взрыва северо-западнее Ки-Уэст. |
|             | «Стронг» (англ. USS Strong (DD-467))                      | 5 июля 1943                 | 8°05′00″ ю. ш. 157°15′00″ в. д.                                             | Потоплен авиационными торпедами и огнём береговых батарей в заливе Кула. |
|             | «Стюарт» (англ. USS Stewart (DD-224))                     | 19 февраля 1942 23 мая 1946 | Точное местоположение неизвестно. Останки покоятся вблизи Сан-Франциско     | Затоплен американцами вблизи порта Сурабая. Поднят японцами и использовался ими как сторожевой корабль. В конце войны возвращен флоту США, использовался как корабль-цель и был потоплен авиабомбами.                     |
|             | «Такер» (англ. USS Tucker (DD-374))                       | 4 августа 1942              | Точное местоположение неизвестно. Останки покоятся у побережья острова Мало | Подорвался на американской мине. |
|             | «Твиггс» (англ. USS Twiggs (DD-591))                      | 16 июня 1945                | 26°08′00″ с. ш. 127°35′00″ в. д.                                            | Потоплен самолетами-камикадзе и торпедами у Окинавы. |
|             | «Тёрнер» (англ. USS Turner (DD-648))                      | 3 января 1944               | 40°27′00″ с. ш. 73°48′00″ з. д.                                             | Погиб от внутреннего взрыва южнее Лонг-Айленда. |
|             | «Тракстон» (англ. USS Truxtun (DD-229))                   | 18 февраля 1942             | 46°51′00″ с. ш. 55°43′00″ з. д.                                             | Наскочил на камни возле Ньюфаундленда и затонул. |
|             | «Тэтчер» (англ. USS Thatcher (DD-514))                    | 19 июля 1945                | —                                                                           | Тяжело повреждён самолетом-камикадзе у Окинавы. Не восстанавливался, исключён из состава флота в ноябре 1945, продан на слом в январе 1948 года.                                                                          |
|             | «Уильям Д. Портер» (англ. USS William D. Porter (DD-579)) | 10 июня 1945                | 27°06′00″ с. ш. 127°38′00″ в. д.                                            | Потоплен самолетом-камикадзе в Восточно-Китайском море, западнее Окинавы. |
|             | «Уолк» (англ. USS Walke (DD-416))                         | 15 ноября 1942              | 9°13′00″ ю. ш. 159°44′00″ в. д.                                             | Потоплен артогнём и торпедами с японских кораблей во время морского сражения за Гуадалканал. |
|             | «Уорден» (англ. USS Worden (DD-352))                      | 12 января 1943              | 51°25′00″ с. ш. 179°18′00″ в. д.                                            | Вследствие навигационной ошибки наскочил на подводные камни у острова Амчитка. Затонул на следующий день. |
|             | «Уоррингтон» (англ. USS Warrington (DD-383))              | 13 сентября 1944            | 27°00′00″ с. ш. 73°00′00″ з. д.                                             | Затонул во время урагана восточнее островов Абако. |
|             | «Хаггард» (англ. USS Haggard (DD-555))                    | 29 апреля 1945              | —                                                                           | Тяжело повреждён самолетом-камикадзе у Окинавы. Не восстанавливался, исключён из состава флота в ноябре 1945, отправлен на слом в марте 1946 года.                                                                        |
|             | «Халл» (англ. USS Hull (DD-350))                          | 18 декабря 1944             | 14°57′00″ с. ш. 127°58′00″ в. д.                                            | Затонул во время тайфуна в Филиппинском море. |
|             | «Халлиган» (англ. USS Halligan (DD-584))                  | 26 марта 1945               | 26°10′00″ с. ш. 127°30′00″ в. д.                                            | Подорвался на мине и затонул восточнее Окинавы. |
|             | «Хатченс» (англ. USS Hutchins (DD-476))                   | 27 апреля 1945              | —                                                                           | Тяжело повреждён самолетом-камикадзе у Окинавы. Не восстанавливался, исключён из состава флота в ноябре 1945, продан на слом в январе 1948 года.                                                                          |
|             | «Хоэл» (англ. USS Hoel (DD-533))                          | 25 октября 1944             | 11°46′00″ с. ш. 126°33′00″ в. д.                                            | Потоплен артиллерийским огнём японских кораблей во время сражения у острова Самар. |
|             | «Хью У. Хедли» (англ. USS Hugh W. Hadley (DD-774))        | 11 мая 1945                 | —                                                                           | Тяжело повреждён самолетом-камикадзе у Окинавы. Не восстанавливался, исключён из состава флота в декабре 1945, продан на слом в сентябре 1947 года.                                                                       |
|             | «Хэмман» (англ. USS Hammann (DD-412))                     | 6 июня 1942                 | 30°36′00″ с. ш. 176°34′00″ з. д.                                            | Потоплен японской подводной лодкой «I-158» во время битвы за Мидуэй. |
|             | «Хэнли» (англ. USS Henley (DD-391))                       | 3 октября 1943              | 7°40′00″ ю. ш. 148°06′00″ в. д.                                             | Потоплен японской подводной лодкой «Ro-108» восточнее острова Новая Гвинея. |
|             | «Шабрик» (англ. USS Shubrick (DD-639))                    | 29 мая 1945                 | —                                                                           | Тяжело повреждён самолетом-камикадзе у Окинавы. Не восстанавливался, исключён из состава флота в октябре 1945, продан на слом в сентябре 1948 года.                                                                       |
|             | «Шевалье» (англ. USS Chevalier (DD-451))                  | 6 октября 1943              | 7°30′00″ ю. ш. 156°14′00″ в. д.                                             | Потоплен японским эсминцем «Югумо» во время боя у острова Велья-Лавелья. |
|             | «Эванс» (англ. USS Evans (DD-552))                        | 11 мая 1945                 | —                                                                           | Тяжело повреждён самолетом-камикадзе у Окинавы. Не восстанавливался, исключён из состава флота в ноябре 1945, продан на слом в феврале 1947 года.                                                                         |
|             | «Эдселл» (англ. USS Edsall (DD-219))                      | 1 марта 1942                | 13°45′00″ ю. ш. 106°47′00″ в. д.                                            | Потоплен авиабомбами и артиллерийским огнём японских кораблей южнее острова Рождества. |
|             | «Эммонс» (англ. USS Emmons (DD-457))                      | 6 апреля 1945               | 26°48′00″ с. ш. 128°04′00″ в. д.                                            | Тяжело повреждён самолетом-камикадзе, позже добит артиллерийским огнём тральщика «Эллисон» восточнее Окинавы. |

## Эскортные миноносцы
| Изображение | Название                                                    | Дата потопления  | Местоположение останков          | История потопления |
| ----------- | ----------------------------------------------------------- | ---------------- | -------------------------------- | --- |
|             | «Андерхилл» (англ. USS Underhill (DE-682))                  | 24 июля 1945     | 19°20′00″ с. ш. 126°42′00″ в. д. | Уничтожен человеко-торпедой «Кайтэн» северо-восточнее острова Лусон. |
|             | «Ингленд» (англ. USS England (DE-635))                      | 9 мая 1945       | —                                | Тяжело повреждён японскими пикирующими бомбардировщиками у острова Керама. Предполагался ремонт и переоборудование мининосца в быстроходный транспорт, но, в связи с окончанием войны он был продан на слом в ноябре 1946 года. |
|             | «Леопольд» (англ. USS Leopold (DE-319))                     | 9 марта 1944     | 58°44′00″ с. ш. 25°50′00″ з. д.  | Торпедирован немецкой подводной лодкой «U-255» юго-западнее Исландии. |
|             | «Оберрендер» (англ. USS Oberrender (DE-344))                | 9 мая 1945       | —                                | Тяжело поврежден самолетом-камикадзе. Не восстанавливался, потоплен как корабль-цель 6 ноября того же года. |
|             | «Рич» (англ. USS Rich (DE-695))                             | 8 июня 1944      | 49°31′00″ с. ш. 1°10′00″ з. д.   | Подорвался на немецких минах и затонул вблизи пляжа Юта. |
|             | «Рош» (англ. USS Roche (DE-197))                            | 22 сентября 1945 | Точное местоположение неизвестно | Подорвался на японских минах у атолла Эниветок. Не восстанавливался, затоплен в Йокосуке. |
|             | «Сэмюэл Б. Робертс» (англ. USS Samuel B. Roberts (DE-413))  | 25 октября 1944  | 11°40′00″ с. ш. 126°20′00″ в. д. | Потоплен линейным крейсером Конго во время сражения у острова Самар. |
|             | «Фехтелер» (англ. USS Fechteler (DE-157))                   | 5 мая 1944       | 36°07′00″ с. ш. 2°40′00″ з. д.   | Торпедирован немецкой подводной лодкой «U-967» к северо-востоку от острова Альборан. |
|             | «Фиске» (англ. USS Fiske (DE-143))                          | 2 августа 1944   | 47°11′00″ с. ш. 33°29′00″ з. д.  | Торпедирован немецкой подводной лодкой «U-804» в центральной части Атлантического океана. |
|             | «Фредерик С. Дэвис» (англ. USS Frederick C. Davis (DE-136)) | 24 апреля 1945   | 43°52′00″ с. ш. 40°15′00″ з. д.  | Торпедирован немецкой подводной лодкой «U-546» в центральной части Атлантического океана. |
|             | «Холдер» (англ. USS Holder (DE-401))                        | 11 апреля 1944   | —                                | Тяжело поврежден немецкими бомбардировщиками в Средиземном море. Не восстанавливался, некоторые части корабля использовались для восстановления поврежденного миноносца «Менгес». После войны продан на слом.                   |
|             | «Шелтон» (англ. USS Shelton (DE-407))                       | 3 октября 1944   | 2°32′00″ с. ш. 129°13′00″ в. д.  | Торпедирован японской подводной лодкой «RO-45» вблизи острова Моротай. |
|             | «Эверсол» (англ. USS Eversole (DE-404))                     | 28 октября 1944  | 10°18′00″ с. ш. 127°37′00″ в. д. | Точная причина гибели неизвестна: возможно, торпедирован японской подводной лодкой «I-45» восточнее Сиаргао. |

## Подводные лодки
| Изображение | Название                                   | Дата потопления  | Местоположение останков                                                         | История потопления |
| ----------- | ------------------------------------------ | ---------------- | ------------------------------------------------------------------------------- | --- |
|             | «Альбакор» (англ. USS Albacore (SS-218))   | 7 ноября 1944    | 41°49′00″ с. ш. 141°11′00″ в. д.                                                | Предположительно подорвалась на японских минах к северу от острова Хоккайдо. |
|             | «Аргонаут» (англ. USS Argonaut (SM-1))     | 10 января 1943   | 5°40′00″ ю. ш. 152°20′00″ в. д.                                                 | Потоплена японскими эсминцами Исокадзэ и Майкадзэ вблизи порта Рабаул. |
|             | «Барбел» (англ. USS Barbel (SS-316))       | 4 февраля 1945   | 7°49′00″ с. ш. 116°47′00″ в. д.                                                 | Потоплена японскими самолетами юго-западнее острова Палаван. |
|             | «Боунфиш» (англ. USS Bonefish (SS-223))    | 19 июня 1945     | 37°18′00″ с. ш. 137°55′00″ в. д.                                                | Потоплена японскими сторожевыми кораблями восточнее порта Касивадзаки. |
|             | «Буллхэд» (англ. USS Bullhead (SS-332))    | 6 августа 1945   | 8°20′00″ ю. ш. 115°42′00″ в. д.                                                 | Потоплена японскими самолетами в Яванском море. |
|             | «Ваху» (англ. USS Wahoo (SS-238))          | 11 октября 1943  | 45°43′00″ с. ш. 141°56′00″ в. д.                                                | Потоплена японским самолетом в проливе Лаперуза. |
|             | «Гаджон» (англ. USS Gudgeon (SS-211))      | 18 апреля 1944   | 22°52′00″ с. ш. 143°32′00″ в. д.                                                | Точные причины гибели неизвестны: возможно потоплена японским самолетом севернее острова Фаральон-де-Пахарос.                                                                       |
|             | «Голет» (англ. USS Golet (SS-361))         | 14 июня 1944     | 41°40′00″ с. ш. 141°31′00″ в. д.                                                | Потоплена японскими вспомогательными судами у северо-восточного побережья острова Хонсю.                                                                                            |
|             | «Грампус» (англ. USS Grampus (SS-207))     | 5 марта 1943     | 8°07′00″ ю. ш. 157°08′00″ в. д.                                                 | Предположительно, потоплена японскими эсминцами Минэгумо и Мурасамэ в проливе Блэкетт.                                                                                              |
|             | «Грейбэк» (англ. USS Grayback (SS-208))    | 27 февраля 1944  | 25°47′00″ с. ш. 128°45′00″ в. д.                                                | Потоплена японским самолетом юго-восточнее Окинавы. |
|             | «Грейлинг» (англ. USS Grayling (SS-209))   | 9 сентября 1943  | Точное местоположение неизвестно                                                | Точные причины гибели неизвестны: возможно потоплена вследствие тарана японским пассажирским судном «Хокуан Мару» в районе Манилы.                                                  |
|             | «Гренадир» (англ. USS Grenadier (SS-210))  | 22 апреля 1943   | 6°30′00″ с. ш. 97°40′00″ в. д.                                                  | Тяжело повреждена японским самолетом в Малаккском проливе. Позже затоплена командой.                                                                                                |
|             | «Грунион» (англ. USS Grunion (SS-216))     | 30 июля 1942     | 52°14′00″ с. ш. 177°25′00″ в. д.                                                | Точные причины гибели неизвестны: возможно потоплена артиллерийским огнём транспорта «Кано Мару» севернее острова Кыска.                                                            |
|             | «Дартер» (англ. USS Darter (SS-227))       | 24 октября 1944  | 9°24′00″ с. ш. 116°59′00″ в. д.                                                 | Наскочила на мель восточнее Палавана. Добита артиллерийским огнём и торпедами с американских подводных лодок.                                                                       |
|             | «Дорадо» (англ. USS Dorado (SS-248))       | 12 октября 1943  | 12°21′00″ с. ш. 78°50′00″ з. д.                                                 | Точные причины гибели неизвестны: либо потоплена по ошибке американским самолетом «PBM Mariner» в Карибском море, севернее Панамы, либо подорвалась на минах, выставленных «U-214». |
|             | «Киско» (англ. USS Cisco (SS-290))         | 28 сентября 1943 | 9°47′00″ с. ш. 121°44′00″ в. д.                                                 | Потоплена японским самолетом к востоку от Минданао. |
|             | «Кит» (англ. USS Kete (SS-369))            | 20 марта 1945    | 29°53′00″ с. ш. 130°21′00″ в. д.                                                | Точные причины гибели неизвестны: либо подорвалась на минах, либо торпедирована японской субмариной южнее острова Якусима.                                                          |
|             | «Корвина» (англ. USS Corvina (SS-226))     | 16 ноября 1943   | 5°50′00″ с. ш. 151°10′00″ в. д.                                                 | Потоплена японской подводной лодкой «I-176» к югу от острова Трук. |
|             | «Кэпелин» (англ. USS Capelin (SS-289))     | 2 декабря 1943   | Точное местоположение неизвестно. Останки покоятся к северу от острова Сулавеси | Точные причины гибели неизвестны: либо подорвалась на японских минах, либо потоплена японским минным заградителем «Вакатака».                                                       |
|             | «Лагарто» (англ. USS Lagarto (SS-371))     | 4 мая 1945       | 7°55′00″ с. ш. 102°00′00″ в. д.                                                 | Потоплена минным заградителем «Хацутака» в Сиамском заливе. |
|             | «Перч» (англ. USS Perch (SS-176))          | 3 марта 1942     | 6°30′00″ ю. ш. 113°50′00″ в. д.                                                 | Тяжело повреждена японскими эсминцами. Затоплена командой в Яванском море, севернее Явы.                                                                                            |
|             | «Пикерел» (англ. USS Pickerel (SS-177))    | 3 апреля 1943    | 41°30′00″ с. ш. 141°58′00″ в. д.                                                | Потоплена японскими противолодочными кораблями у северо-восточного побережья острова Хонсю.                                                                                         |
|             | «Помпано» (англ. USS Pompano (SS-181))     | 25 сентября 1943 | Точное местоположение неизвестно                                                | Предположительно, подорвалась на японских минах у побережья Хонсю. |
|             | «Р-12» (англ. USS R-12 (SS-89))            | 12 июня 1943     | 24°24′00″ с. ш. 81°38′00″ з. д.                                                 | Ушла на дно вследствие поступления внутрь забортной воды южнее Ки-Уэст. |
|             | «Раннер» (англ. USS Runner (SS-275))       | 26 июня 1943     | Точное местоположение неизвестно                                                | Предположительно, подорвалась на японских минах вблизи острова Хоккайдо. |
|             | «Робало» (англ. USS Robalo (SS-273))       | 26 июля 1944     | 8°25′00″ с. ш. 117°53′00″ в. д.                                                 | Предположительно, подорвалась на японских минах южнее острова Палаван. |
|             | «С-26» (англ. USS S-26 (SS-131))           | 24 января 1942   | 8°13′00″ с. ш. 79°21′00″ з. д.                                                  | Затонула вследствие случайного столкновения с американским охотником за подводными лодками «Старди» в Панамском заливе.                                                             |
|             | «С-27» (англ. USS S-27 (SS-132))           | 19 июня 1942     | Точное местоположение неизвестно                                                | Наскочила на подводные камни вблизи острова Амчитка. После бесплодных попыток снять лодку, механизмы и оружие субмарины были уничтожены командой.                                   |
|             | «С-28» (англ. USS S-28 (SS-133))           | 4 июля 1944      | Точное местоположение неизвестно                                                | Затонула по неизвестным причинам вблизи острова Оаху. |
|             | «С-36» (англ. USS S-36 (SS-141))           | 20 января 1942   | 4°57′00″ с. ш. 118°31′00″ в. д.                                                 | Наскочила на мель в Макасарском проливе. Затоплена командой. |
|             | «С-39» (англ. USS S-39 (SS-144))           | 13 августа 1942  | 11°21′00″ ю. ш. 154°08′00″ в. д.                                                | Наскочила на мель вблизи острова Россел вследствие навигационной ошибки. Затоплена командой.                                                                                        |
|             | «С-44» (англ. USS S-44 (SS-155))           | 7 октября 1943   | Точное местоположение неизвестно                                                | Потоплена японским эскортным миноносцем «Исигаки» северо-западнее острова Атласова.                                                                                                 |
|             | «Сивулф» (англ. USS Seawolf (SS-197))      | 3 октября 1944   | 2°32′00″ с. ш. 129°18′00″ в. д.                                                 | Предположительно, погибла от дружественного огня эсминца «Ричард М. Роуэл» вблизи острова Моротай.                                                                                  |
|             | «Силайон» (англ. USS Sealion (SS-195))     | 25 декабря 1941  | 14°34′00″ с. ш. 120°52′00″ в. д.                                                | Тяжело повреждена японскими самолетами. Затоплена двумя неделями позже вблизи Манилы.                                                                                               |
|             | «Скалпин» (англ. USS Sculpin (SS-191))     | 19 ноября 1943   | 0°00′00″ с. ш. 152°50′00″ в. д.                                                 | Тяжело повреждена японскими эсминцами. Затоплена командой вблизи Трук. |
|             | «Скорпион» (англ. USS Scorpion (SS-278))   | 5 января 1944    | Точное местоположение неизвестно                                                | Предположительно, подорвалась на мине в Жёлтом море. |
|             | «Скэмп» (англ. USS Scamp (SS-277))         | 11 ноября 1944   | 33°38′00″ с. ш. 141°00′00″ в. д.                                                | Предположительно, потоплена японскими патрульными судами и самолетами южнее Токийского залива.                                                                                      |
|             | «Снук» (англ. USS Snook (SS-279))          | 8 апреля 1945    | Точное местоположение неизвестно                                                | Точные причины гибели неизвестны: потоплена либо японскими патрульными самолетами, либо подводной лодкой «I-56» восточнее Тайваня.                                                  |
|             | «Суордфиш» (англ. USS Swordfish (SS-193))  | 12 января 1945   | Точное местоположение неизвестно                                                | Точные причины гибели неизвестны: либо потоплена японскими патрульными самолетами, либо подорвалась на мине вблизи островов Рюкю.                                                   |
|             | «Таллиби» (англ. USS Tullibee (SS-284))    | 26 марта 1944    | 9°30′00″ с. ш. 134°45′00″ в. д.                                                 | Уничтожена собственной торпедой севернее острова Бабелдаоб. |
|             | «Траут» (англ. USS Trout (SS-202))         | 29 февраля 1944  | 22°40′00″ с. ш. 131°45′00″ в. д.                                                | Точные причины гибели неизвестны: возможно, потоплена японским эсминцем Асасимо восточнее острова Окинавы.                                                                          |
|             | «Триггер» (англ. USS Trigger (SS-237))     | 28 марта 1945    | 32°16′00″ с. ш. 132°05′00″ в. д.                                                | Потоплена японскими патрульными судами восточнее острова Кюсю. |
|             | «Тритон» (англ. USS Triton (SS-201))       | 15 марта 1943    | Точное местоположение неизвестно                                                | Потоплена японскими эсминцами у островов Адмиралтейства. |
|             | «Тэнг» (англ. USS Tang (SS-306))           | 24 октября 1944  | 25°06′00″ с. ш. 119°31′00″ в. д.                                                | Уничтожена собственной торпедой в Тайваньском проливе. |
|             | «Флир» (англ. USS Flier (SS-250))          | 13 августа 1944  | 9°00′00″ с. ш. 117°15′00″ в. д.                                                 | Подорвалась на японских минах севернее Борнео. |
|             | «Хардер» (англ. USS Harder (SS-257))       | 24 августа 1944  | 15°50′00″ с. ш. 119°43′00″ в. д.                                                | Потоплена глубинными бомбами с японских сторожевых кораблей у западного побережья острова Лусон.                                                                                    |
|             | «Херринг» (англ. USS Herring (SS-233))     | 1 июня 1944      | 48°00′00″ с. ш. 153°00′00″ в. д.                                                | Потоплена артиллерийским огнём японских береговых батарей вблизи острова Матуа. |
|             | «Шарк» (англ. USS Shark (SS-174))          | 11 февраля 1942  | 1°45′00″ с. ш. 127°15′00″ в. д.                                                 | Предположительно, потоплена артиллерийским огнём японского эсминца «Ямакадзэ» восточнее острова Манадо.                                                                             |
|             | «Шарк» (англ. USS Shark (SS-314))          | 24 октября 1944  | 20°41′00″ с. ш. 119°27′00″ в. д.                                                | Потоплена глубинными бомбами японского эсминца «Харукадзэ» южнее Тайваня. |
|             | «Эмберджек» (англ. USS Amberjack (SS-219)) | 16 февраля 1943  | 5°05′00″ ю. ш. 152°37′00″ в. д.                                                 | Потоплена японскими торпедными лодками вблизи порта Рабаул. |
|             | «Эсколар» (англ. USS Escolar (SS-294))     | 17 октября 1944  | 33°21′00″ с. ш. 122°35′00″ в. д.                                                | Предположительно, подорвалась на японских минах в Жёлтом море. |

## Минные заградители
| Изображение | Название                                           | Дата потопления  | Местоположение останков        | История потопления |
| ----------- | -------------------------------------------------- | ---------------- | ------------------------------ | --- |
|             | «Гэмбл» (англ. USS Gamble (DD-123/DM-15))          | 18 февраля 1945  | —                              | Переоборудованный устаревший эсминец типа «Викс». Получил тяжелые повреждения от авиабомб вблизи Иводзимы. Не восстанавливался, разобран на Гуаме.                     |
|             | «Миантономо» (англ. USS Miantonomah (CMc-5))       | 25 сентября 1944 | 49°26′00″ с. ш. 0°11′00″ в. д. | Подорвался на немецких минах и затонул у Гавра. |
|             | «Монтгомери» (англ. USS Montgomery (DD-121/DM-17)) | 17 октября 1944  | —                              | Переоборудованный устаревший эсминец типа «Викс». Получил тяжелые повреждения, подорвавшись на японской мине вблизи атолла Нгулу. Не восстанавливался, продан на слом. |

## Тральщики
| Изображение | Название                                       | Дата потопления               | Местоположение останков                                                                     | История потопления |
| ----------- | ---------------------------------------------- | ----------------------------- | ------------------------------------------------------------------------------------------- | --- |
|             | «USS YMS-14» (англ. USS YMS-14)                | 11 января 1945                | Точное местоположение неизвестно                                                            | Затонул после случайного столкновения с другим судном в Бостонской бухте.                                                                                |
|             | «USS YMS-19» (англ. USS YMS-19)                | 24 сентября 1944              | 6°53′00″ с. ш. 134°10′00″ в. д.                                                             | Подорвался на японской мине и затонул восточнее острова Ангаур.                                                                                          |
|             | «USS YMS-21» (англ. USS YMS-21)                | 1 сентября 1944               | 43°06′25″ с. ш. 5°54′00″ в. д.                                                              | Подорвался на немецкой мине в бухте Тулона. |
|             | «USS YMS-24» (англ. USS YMS-24)                | 15 августа 1944               | 43°25′00″ с. ш. 5°54′30″ в. д.                                                              | Подорвался на немецкой мине у Фрежюса. |
|             | «USS YMS-30» (англ. USS YMS-30)                | 25 января 1944                | Точное местоположение неизвестно                                                            | Подорвался на немецкой мине вблизи Анцио. |
|             | «USS YMS-39» (англ. USS YMS-39)                | 26 июня 1945                  | Точное местоположение неизвестно                                                            | Подорвался на японской мине и затонул у острова Борнео.                                                                                                  |
|             | «USS YMS-48» (англ. USS YMS-48)                | 14 февраля 1945               | 14°24′00″ с. ш. 120°33′00″ в. д.                                                            | Тяжело повреждён огнём японских береговых батарей. Добит эсминцем «Флетчер» вблизи острова Коррехидор.                                                   |
|             | «USS YMS-50» (англ. USS YMS-50)                | 18 июня 1945                  | 1°17′59″ ю. ш. 116°48′59″ в. д.                                                             | Подорвался на японской мине и затонул южнее Баликпапана.                                                                                                 |
|             | «USS YMS-70» (англ. USS YMS-70)                | 17 октября 1944               | 10°56′00″ с. ш. 125°12′00″ в. д.                                                            | Затонул во время шторма в заливе Лейте. |
|             | «USS YMS-71» (англ. USS YMS-71)                | 3 апреля 1945                 | 4°59′00″ с. ш. 119°47′00″ в. д.                                                             | Подорвался на японской мине и затонул южнее острова Тави-Тави.                                                                                           |
|             | «USS YMS-84» (англ. USS YMS-84)                | 9 июля 1945                   | 1°19′00″ ю. ш. 116°48′00″ в. д.                                                             | Подорвался на японской мине и затонул южнее Баликпапана.                                                                                                 |
|             | «USS YMS-103» (англ. USS YMS-103)              | 8 апреля 1945                 | Точное местоположение неизвестно                                                            | Получил серьёзные повреждения от подрыва на вражеской мине. Выбросился на берег Окинавы и был оставлен экипажем.                                         |
|             | «USS YMS-127» (англ. USS YMS-127)              | 10 января 1944                | Точное местоположение неизвестно                                                            | Наскочил на подводные камни и затонул в районе Алеутских островов.                                                                                       |
|             | «USS YMS-133» (англ. USS YMS-133)              | 20 февраля 1943               | Точное местоположение неизвестно                                                            | Наскочил на подводные камни и затонул в Кус-Бей, штат Орегон.                                                                                            |
|             | «USS YMS-304» (англ. USS YMS-304)              | 30 июля 1944                  | Точное местоположение неизвестно                                                            | Подорвался на немецкой мине и затонул у города Сен-Ва-ла-Уг.                                                                                             |
|             | «USS YMS-350» (англ. USS YMS-350)              | 2 июля 1944                   | 49°38′00″ с. ш. 1°35′00″ з. д.                                                              | Подорвался на немецкой мине и затонул севернее пляжа Юта.                                                                                                |
|             | «USS YMS-365» (англ. USS YMS-365)              | 25 июля 1945                  | Точное местоположение неизвестно                                                            | Получил серьёзные повреждения от подрыва на вражеской мине. Добит американскими войсками у Баликпапана.                                                  |
|             | «USS YMS-378» (англ. USS YMS-378)              | 30 июля 1944                  | Точное местоположение неизвестно                                                            | Получил серьёзные повреждения от подрыва на вражеской мине у берегов Нормандии. Не восстанавливался, продан на слом в августе 1947 года.                 |
|             | «USS YMS-385» (англ. USS YMS-385)              | 1 октября 1944                | 9°52′00″ с. ш. 139°37′00″ в. д.                                                             | Подорвался на японской мине и затонул у атолла Улити. |
|             | «USS YMS-409» (англ. USS YMS-409)              | 12 сентября 1944              | Точное местоположение неизвестно                                                            | Выбросился на берег острова Хаттерас во время урагана. Не восстанавливался, исключен из состава флота в октябре того же года.                            |
|             | «USS YMS-481» (англ. USS YMS-481)              | 2 мая 1945                    | Точное местоположение неизвестно                                                            | Потоплен огнём японских береговых батарей у острова Таракан.                                                                                             |
|             | «Бантинг» (англ. USS Bunting (AMc-7))          | 3 июня 1942                   | Точное местоположение неизвестно                                                            | Затонул после столкновения с патрульным катером «PC-569» в бухте Сан-Франциско.                                                                          |
|             | «Биттерн» (англ. USS Bittern (AM-36))          | 10 декабря 1941               | Точное местоположение неизвестно                                                            | Тяжело поврежден авиабомбами. Затоплен командой у Манилы.                                                                                                |
|             | «Васмут» (англ. USS Wasmuth (DD-338 / DMS-15)) | 29 декабря 1942               | 52°37′00″ с. ш. 173°41′00″ з. д.                                                            | Переоборудованный устаревший эсминец типа «Клемсон». Затонул во время урагана вблизи Алеутских островов.                                                 |
|             | «Вэлор» (англ. USS Valor (AMc-108))            | 29 июня 1944                  | 41°28′00″ с. ш. 70°57′00″ з. д.                                                             | Затонул после столкновения с эсминцем «Ричард В. Суэнсенс» вблизи островов Элизабет.                                                                     |
|             | «Кроу» (англ. USS Crow (AMc-20))               | 23 августа 1943               | Точное местоположение неизвестно                                                            | Случайно потоплен авиаторпедой с американского самолета в Пьюджет-Саунд.                                                                                 |
|             | «Куэйл» (англ. USS Quail (AM-15))              | 5 мая 1942                    | 14°20′00″ с. ш. 120°35′00″ в. д.                                                            | Поврежден японскими авиабомбами. Затоплен командой во избежание захвата японцами вблизи острова Коррехидор.                                              |
|             | «Лонг» (англ. USS Long (DD-209 / DMS-12))      | 6 января 1945                 | 16°12′00″ с. ш. 120°11′00″ в. д.                                                            | Переоборудованный устаревший эсминец типа «Клемсон». Потоплен самолетом-камикадзе в заливе Лингаен.                                                      |
|             | «Оспри» (англ. USS Osprey (AM-56))             | 5 июня 1944                   | 50°12′00″ с. ш. 1°20′00″ з. д.                                                              | Подорвался на немецких минах и затонул южнее острова Уайт.                                                                                               |
|             | «Палмер» (англ. USS Palmer (DD-161 / DMS-5))   | 7 января 1945                 | 16°20′00″ с. ш. 120°10′00″ в. д.                                                            | Переоборудованный устаревший эсминец типа «Викс». Потоплен авиабомбами в заливе Лингаен.                                                                 |
|             | «Пенгуин» (англ. USS Penguin (AM-33))          | 8 декабря 1941                | Точное местоположение неизвестно. Останки покоятся в примерно 370 метрах от побережья Гуама | Затоплен командой во избежание захвата японцами во время захвата Гуама.                                                                                  |
|             | «Перри» (англ. USS Perry (DD-340 / DMS-17))    | 13 сентября 1944              | 6°53′00″ с. ш. 134°10′00″ в. д.                                                             | Переоборудованный устаревший эсминец типа «Клемсон». Подорвался на японских минах и затонул вблизи острова Ангаур.                                       |
|             | «Портент» (англ. USS Portent (AM-106))         | 22 января 1944                | 41°24′00″ с. ш. 12°44′00″ в. д.                                                             | Подорвался на минах и затонул южнее Неттуно. |
|             | «Сверв» (англ. USS Swerve (AM-121))            | 9 июля 1944                   | 41°31′00″ с. ш. 12°28′00″ в. д.                                                             | Подорвался на минах и затонул западнее Неттуно. |
|             | «Сентинел» (англ. USS Sentinel (AM-113))       | 10 июля 1943                  | 37°05′00″ с. ш. 13°54′00″ в. д.                                                             | Потоплен авиабомбами с двух немецких истребителей «Me.210» южнее Ликаты.                                                                                 |
|             | «Скайларк» (англ. USS Skylark (AM-63))         | 28 апреля 1945                | 26°20′00″ с. ш. 127°40′00″ в. д.                                                            | Подорвался на японских минах и затонул западнее Окинавы.                                                                                                 |
|             | «Скилл» (англ. USS Skill (AM-115))             | 25 сентября 1943              | 40°20′00″ с. ш. 14°35′00″ в. д.                                                             | Торпедирован немецкой подводной лодкой «U-593» западнее Кастеллабате.                                                                                    |
|             | «Сэльют» (англ. USS Salute (AM-294))           | 8 июня 1945                   | 5°08′00″ с. ш. 115°05′00″ в. д.                                                             | Подорвался на японских минах и затонул южнее Лабуана. |
|             | «Тайд» (англ. USS Tide (AM-125))               | 7 июня 1944                   | 49°36′00″ с. ш. 1°04′00″ з. д.                                                              | Подорвался на немецких минах и затонул восточнее полуострова Котантен, вблизи пляжа «Юта».                                                               |
|             | «Тэнэджер» (англ. USS Tanager (AM-5))          | 4 мая 1942                    | 14°22′00″ с. ш. 120°30′00″ в. д.                                                            | Потоплен артиллерийским огнём японских береговых батарей вблизи острова Коррехидор.                                                                      |
|             | «Финч» (англ. USS Finch (AM-9))                | 10 апреля 1942 12 января 1945 | Точное местоположение неизвестно                                                            | Потоплен авиабомбами у Манилы. Поднят японцами и использовался ими как сторожевой корабль. В конце войны потоплен американскими самолетами севернее Явы. |
|             | «Хови» (англ. USS Hovey (DD-208 / DMS-11))     | 7 января 1945                 | 16°20′00″ с. ш. 120°10′00″ в. д.                                                            | Переоборудованный устаревший эсминец типа «Клемсон». Потоплен авиационными торпедами с японских самолетов в заливе Лингаен.                              |
|             | «Хорнбилл» (англ. USS Hornbill (AMc-13))       | 30 июня 1942                  | Точное местоположение неизвестно                                                            | Затонул после столкновения со шхуной «Эстер Джонстон» в бухте Сан-Франциско.                                                                             |

## Канонерские лодки
| Изображение | Название                                         | Дата потопления         | Местоположение останков          | История потопления |
| ----------- | ------------------------------------------------ | ----------------------- | -------------------------------- | --- |
|             | «USS PE-56» (англ. USS Eagle Boat 56 (PE-56))    | 23 апреля 1945          | 43°33′27″ с. ш. 70°09′43″ з. д.  | Потоплена немецкой подводной лодкой «U-853» вблизи Портленда. |
|             | «USS PGM-7» (англ. USS PGM-7)                    | 18 июля 1944            | Точное местоположение неизвестно | Затонула после случайного столкновения вблизи острова Бугенвиль. |
|             | «USS PGM-17» (англ. USS PGM-17)                  | 4 мая 1945              | Точное местоположение неизвестно | Наскочила на мель вблизи острова Дзамами. Добита американскими кораблями. После войны отбуксирована на более глубокое место и затоплена.                                                              |
|             | «USS PGM-18» (англ. USS PGM-18)                  | 8 апреля 1945           | 26°13′00″ с. ш. 127°54′00″ в. д. | Подорвалась на японских минах и затонула восточнее Окинавы. |
|             | «Лусон» (англ. USS Luzon (PG-47))                | 6 мая 1942 3 марта 1944 | Точное местоположение неизвестно | Затоплена американцами в бухте Манилы во избежание захвата. Поднята японцами, спустя два года потоплена американской подводной лодкой «Нарвал» у Коррехидора.                                         |
|             | «Минданао» (англ. USS Mindanao (PR-8))           | 2 мая 1942              | 14°23′00″ с. ш. 120°36′00″ в. д. | Затоплена американцами у Коррехидора во избежание захвата японцами. |
|             | «Оаху» (англ. USS Oahu (PR-6))                   | 5 мая 1942              | 14°22′00″ с. ш. 120°35′00″ в. д. | Потоплена артиллерийским огнём японских береговых батарей у Коррехидора. |
|             | «Плимут» (англ. USS Plymouth (PG-57))            | 5 августа 1943          | 36°17′00″ с. ш. 74°29′00″ з. д.  | Потоплена немецкой подводной лодкой «U-566» восточнее города Китти-Хоук. |
|             | «Сент-Огастин» (англ. USS St. Augustine (PG-54)) | 6 января 1944           | 38°00′00″ с. ш. 74°05′00″ з. д.  | Затонула после столкновения с танкером «Кэмэс Мэдоуз» восточнее города Ошен-Сити. |
|             | «Уэйк» (англ. USS Wake (PR-3))                   | 8 января 1941           | —                                | Захвачен японцами в Шанхае сразу после объявления войны. В конце войны вновь захвачен американцами. Передан китайским националистам, позже захвачен войсками коммунистов. Далее следы судна теряются. |
|             | «Эри» (англ. USS Erie (PG-50))                   | 5 декабря 1942          | 12°03′00″ с. ш. 68°58′00″ з. д.  | Торпедирована немецкой подводной лодкой «U-163» южнее Виллемстада. Отбуксирована в бухту города, где и затонула. В 1952 году останки подняты и затоплены в более глубоком месте.                      |
|             | «Эшвилл» (англ. USS Asheville (PG-21))           | 3 марта 1942            | 12°33′00″ ю. ш. 111°35′00″ в. д. | Потоплена артиллерийским огнём японских эсминцев «Араси» и «Новаки» южнее Явы. |